# Billet de 20 centimes congolais
Recto
Verso
Chronologie
Billet 10CC Billet 50CC
Le billet de 20 centimes congolais représente une partie de l'histoire monétaire de la République démocratique du Congo (anciennement appelé le Congo-Léopoldville, puis le Zaïre), un pays d'Afrique centrale avec un passé monétaire riche en transformations. Ce billet de faible valeur, aujourd'hui désuet, n'est plus utilisé depuis plusieurs décennies en raison de son faible pouvoir d'achat et de son retrait progressif dans la circulation.

## Historique
La monnaie congolaise a évolué à travers différentes périodes politiques et économiques. Introduit durant l'époque coloniale ou peu de temps après l'indépendance, le billet de 20 centimes était utilisé dans un contexte où la monnaie nationale avait encore une valeur relativement stable. Le Congo, autrefois une colonie belge, utilisait initialement le franc congolais sous l’administration coloniale, puis après l’indépendance en 1960, le pays a continué d’utiliser des billets similaires avant de passer aux nouveaux zaïres durant les années Mobutu Sese Seko (en 1967) et plus tard à d'autres réformes monétaires dans les années 1990 (en 1997) à l’entrait de l’AFDL de Laurent-Désiré Kabila,.

## Caractéristiques
Bien que peu de spécimens de ce billet soit encore visibles aujourd'hui, certaines caractéristiques distinctes peuvent être observées sur les exemplaires préservés dans les collections numismatiques :
1. Valeur faciale : 20 centimes.
2. Matériau et couleurs : La plupart des billets de faible valeur comme celui-ci étaient imprimés sur du papier relativement simple, sans des dispositifs de sécurité avancés que l’on trouve sur les monnaies modernes. Les couleurs étaient souvent neutres, avec des touches de gris, brun ou de vert pour rendre le billet identifiable.
3. Design et motifs : Le billet arborait des symboles et motifs associés au Congo, tels que des figures locales ou des paysages naturels, visant à représenter l'identité et la culture congolaise. Il pouvait inclure des symboles de la flore et de la faune, ou des représentations de figures historiques ou culturelles.

## Utilisation et valeur

### Rareté et retrait de la circulation
Avec le temps, le billet de 20 centimes a rapidement perdu sa pertinence économique. Les changements économiques et les taux d'inflation élevés ont rapidement dévalué le franc congolais et, par conséquent, les petites dénominations comme celle de 20 centimes. La faible valeur d’achat du billet a contribué à sa disparition progressive dans la circulation au fil des décennies, remplacé par des billets de valeur plus élevée pour correspondre à l’inflation galopante qui frappait l'économie congolaise.
En raison de cette dépréciation, la Banque Nationale du Congo (ou ses successeurs) a retiré de nombreux billets de faible valeur de la circulation pour limiter leur impact sur l’économie et la logistique monétaire. Les billets de 20 centimes, tout comme d’autres petites coupures, ont été progressivement éliminés.

### Valeur numismatique aujourd'hui
Le billet de 20 centimes congolais est aujourd'hui un objet de collection prisé par les numismates. Bien que sa valeur faciale soit insignifiante, il possède une valeur historique et culturelle, représentant une époque révolue de l’histoire monétaire congolaise. Ces billets sont parfois échangés dans des cercles de collectionneurs spécialisés, et sa rareté lui a conférer une valeur bien supérieure à sa valeur d'origine, surtout si l’état de conservation est bon.